# Almojón
El monte del Almojón (1178 m de altura), se encuentra situado en la sierra de Guadarrama Occidental, y es el tercero en altitud del municipio de Robledo de Chavela (Comunidad de Madrid, España), tras el monte de San Benito y La Almenara.
Entre este monte y el colindante de La Almenara, discurre el camino hacia la ermita de Navahonda, ruta turística.
- Datos: Q5669845